# بخش رودبار الموت غربی
بخش الموت غربی یکی از بخش‌های شهرستان الموت در استان قزوین ایران است. بیشتر اهالی این بخش در حال حاضر به زبان الموتی گویش گالشی (دیلمی) سخن می‌گویند.
اما اقلیتی از اهالی این بخش در واقع اصالتاً از ایلات مختلف کرد کرمانج هستند که در یکی دو سده اخیر زبان برخی از آنها به تاتی تغییر کرده است ولی همچنان در بسیاری از روستاهای منطقه از جمله لات، کاکوهستان، طهمورث‌آباد، گشنه‌رود، طیاندشت، کله‌کوب، کنگرین، جیردوزان، چنگال دشت، بازرگاه، توته‌چال، فشام و … که در مرز با استان گیلان قرار دارد به زبان کُردی تکلم می‌کنند.

## تقسیمات کشوری
بخش الموت غربی به اشتباه تا قبل از سال ۱۳۸۹ به رودبار شهرستان شناخته می‌شد در حالیکه این بخش از قسمتهای مهم منطقه تاریخی و توریستی الموت می‌باشد.
شهر رازمیان تا پیش از سال ۱۳۸۰ به عنوان روستا شناخته می‌شد اما اکنون مرکز بخش الموت غربی است.
از مهم‌ترین روستاهای این منطقه می‌توان به فشک، پراچان (روستای آقاجانی)، شهرستان سفلی، دورچاک، بهرام آباد، دهستان دستجرد (دستگرد)، رجایی دشت، وشته، هیر، فلار،آکوجان و تلاتر اشاره نمود.

## جمعیت
بنابر سرشماری مرکز آمار ایران، جمعیت بخش الموت غربی در سال ۱۳۹۵ برابر با ۲۰٫۸۹۶ نفر بوده است.